# Хохол, Елена Николаевна
Елена Николаевна Хохо́л (1897—1964) — украинский советский педиатр.

## Биография
Елена Хохол родилась в семье учителей Николая Гавриловича и Екатерины Павловны Хохолов. Имела двух братьев. В 1921 году окончила Киевский медицинский институт, с 1925 года работала в медицинских учреждениях Киева.
В 1943—1945 годах директор Института педиатрии, акушерства и гинекологии. Труды посвящены проблемам физиологии и патологии детей раннего возраста (вопросом желудочно-кишечных заболеваний, нарушений кровообращения, диететики и тому подобное); предложила ряд методов вскармливания детей.
Заведовала кафедрой пропедевтики педиатрии Киевского медицинского института (1946—1950), кафедрой госпитальной педиатрии (1950—1964). Доктор медицинских наук, профессор, член-корреспондент АМН СССР (с 1953 года).
Елена Николаевна входила в состав ВСМ, принимала участие в нескольких сессиях ООН, была депутатом ВС УССР, кандидатом в члены ЦК КПУ.

## Научная работа
В 1945 году защитила докторскую диссертацию «Материалы к вопросу о нарушении капиллярного кровообращения при токсической диспепсии». Основатель киевской современной педиатрической школы.
Длительное время Хохол была заместителем ответственного редактора журнала «Педиатрия, акушерство и гинекология», членом редколлегий журналов «Педиатрия» и «Лечебное дело». Под её руководством были организованы и проведены I, II и III съезды врачей-педиатров Украины, с её активной помощью был проведен VIII Всесоюзный съезд детских врачей в Киеве.
Автор 80 научных работ.

## Награды
- Золотая медаль ВДНХ (1960) — за создание ионитного молока (первый заменитель материнского молока) (1960).
- орден Ленина
- орден Трудового Красного Знамени

## Память
- В честь Елены Хохол названа одна из улиц Владимира-Волынского.